# La Garde-Adhémar
La Garde-Adhémar è un comune francese di 1 193 abitanti situato nel dipartimento della Drôme della regione dell'Alvernia-Rodano-Alpi.

## Geografia fisica
Sorge su un crinale roccioso che domina la Valle del Rodano, al livello di Pierrelatte; è da lì che vi si accede dalla strada dipartimentale n. 458. La vista sulle pianure e montagne ardéchoises è superba in caso di bel tempo.

## Storia
Durante il Medio Evo fu un'importante roccaforte della stirpe degli Ademari di Monteil. Nel XVI secolo, Antoine Escalin, barone de la Garde vi costruì un castello: originariamente semplice pastore, poi soldato, fece carriera fino a diventare Ambasciatore e generale delle galee di Francia. Questo castello, distrutto durante la rivoluzione, fu la dimora di Pauline de Grignan, marchesa de Simiane, nipote di Madame de Sévigné. Il castello fece parte delle proprietà dei Marchesi de La Garde, alla morte dell'ultimo dei quali, nel 1713, Madame de Simiane divenne erede universale.

## Società

### Evoluzione demografica
Abitanti censiti